# Abarema centiflora
Espèce
Statut de conservation UICN

 VU (needs updating) B1+2c : Vulnérable
Abarema centiflora est une espèce de plantes à fleurs de la famille des Fabacées. C'est un arbre endémique de Bolivie.

## Description
C'est un arbre.

## Répartition
L'espèce est trouvée en Bolivie.